# Informované rozhodnutí
Informované rozhodnutí je právně etický pojem, používaný ve vztahu mezi dvěma (právnickými, fyzickými) osobami, mezi nimiž dochází k uzavření nějaké dohody. Častým typem takového rozhodnutí je informovaný souhlas.

## Charakteristika
Informované rozhodnutí nastává před (explicitním nebo formálním) uzavřením nějaké smlouvy nebo dohody pro poskytnutí určité služby nebo zboží mezi dvěma subjekty (nazvěme je třeba poskytovatel a klient), ze kterého vyplývají jistá práva a povinnosti. Klient by nějakou formou měl být poskytovatelem postaven před rozhodnutí, jakou nabízenou službu chce využít (popř. jaké zboží koupit) a měla by mu být dána i možnost odstoupení, a to nijak nepodmíněná a nepenalizovaná. Forma informovaného souhlasu může být různá, většinou se odvíjí od ceny služby či zboží (pro aplikaci zubní plomby většinou stačí slovní souhlas nebo i kývnutí hlavou, u statisícové hypotéky je vše písemně). Informovaným souhlasem se klient v rozsahu dané transakce podřizuje předmětné smlouvě nebo dohodě, včetně pro něj vyplývajících povinností a penále v ní stanovených. Pro klienta odvedení služby nebo dodání zboží znamená určité výdaje (nezřídka už jen za započetí plnění před tím, než se služba či zboží dostane ke klientovi), takže smlouvou a informovaným souhlasem získává možnost vydobýt si uhrazení těchto výdajů i v případě, kdy bude chtít klient odstoupit někde uprostřed procesu plnění.

## Příklady
- Lékař, zubař, plastický chirurg… před každým zásadním zákrokem by měl pacientovi objasnit, jaké má možnosti, jaké jsou jejich výhody a nevýhody, jak jsou hrazené, atd. V oblasti medicíny se rozhodnutí pacienta častěji říká informovaný souhlas.
- Zákazník kupující zboží nebo služby e-shop by měl mít od provozovatele e-shopu přístup k jeho obchodním podmínkám a při učinění závazné objednávky srozuměn, že tím s těmito podmínkami souhlasí.
- Bankovní poradce by měl před využitím leasingu, zápůjčky na splátky, hypotéky či obdobného finančního produktu klientovi objasnit, jaký má itinerář splátek, zdali může uskutečnit brzké splacení nebo opozdit platbu, jaké jsou penále za opoždění platby apod.
- Za informované rozhodnutí se dá považovat i vstup osob do prostor, které se řídí určitými interními pravidly, řády či předpisy, například přepravní prostor metra. Tento prostor by měl být viditelně vyznačen a instrukce jemu podléhající viditelně umístěny před vstupem do tohoto prostoru.

## Riziko manipulace
Britská Příručka pro boj s dezinformacemi uvádí, že "původci dezinformací se snaží ovlivňovat ostatní pomocí nepravd, které slouží k dosažení určitého cíle. Vědomě při tom zneužívají zranitelnosti lidí, kterým znemožňují činit informovaná rozhodnutí".